# Norwegischer Fußballpokal der Männer 1905
Der norwegische Fußballpokal 1905 (kurz auch NM-Cup 1905 genannt) war die vierte Austragung des Fußballpokalwettbewerbs der Männer. Pokalsieger wurde Titelverteidiger Odds BK.

## Halbfinale
| Datum      |              | Ergebnis |                |
| ---------- | ------------ | -------- | -------------- |
| 09.09.1905 | Akademisk FK | 3:0      | Fredrikstad FK |
|            | Eidsvold IF  | 0:1      | Odds BK        |

## Finale
| Odds BK                                                  | Odds BK | Akademisk FK | Akademisk FK |
| -------------------------------------------------------- | --- | --- | ------------ |
| Odds BK                                                  | \| Finale \| \| 10. September 1905 in Kristiania (Gamle-Frogner-Stadion) \| \| Ergebnis: 2:1 (0:0) \| \| Zuschauer: 3.000 \| \| Schiedsrichter: Arthur Nordlie \| \| Spielbericht \| | \| Finale \| \| 10. September 1905 in Kristiania (Gamle-Frogner-Stadion) \| \| Ergebnis: 2:1 (0:0) \| \| Zuschauer: 3.000 \| \| Schiedsrichter: Arthur Nordlie \| \| Spielbericht \| | Akademisk FK |
| Odds BK                                                  | Andrew Johnsen – Guttorm Hol, Erling Jensen – Bernhard Halvorsen, Fridtjof Nilsen, Ingvald Ustad – Petter Hol, Johan Nilsen, Øivind Gundersen, Berthold Pettersen, Daniel Gasmann    | Michael Kaas – Oskar Strugstad, Alf Killen – Henning Wiese, Erling Lorck, Christian Wiese – Thorvald Torgersen, Alf Bang, Nikolai Ramm Østgaard, W. Lie, Severin Heyerdahl           | Akademisk FK |
| Odds BK                                                  | 1:0 ? (56.) 2:0 ? (71.) | 2:1 ? (85.) | Akademisk FK |
| Finale                                                   | | |              |
| 10. September 1905 in Kristiania (Gamle-Frogner-Stadion) | | |              |
| Ergebnis: 2:1 (0:0)                                      | | |              |
| Zuschauer: 3.000                                         | | |              |
| Schiedsrichter: Arthur Nordlie                           | | |              |
| Spielbericht                                             | | |              |